# Digitaria larsenii
Digitaria larsenii är en gräsart som beskrevs av Norman Loftus Bor. Digitaria larsenii ingår i släktet fingerhirser, och familjen gräs. Inga underarter finns listade i Catalogue of Life.